# فیلم آبی
فیلم آبی (انگلیسی: Blue Movie) یا گاییدن (Fuck) یک فیلم مستقل اروتیک آمریکایی به کارگردانی اندی وارهول محصول سال ۱۹۶۹ است. این نخستین فیلم با نمایش آشکار سکس است که در آمریکا به نمایش همگانی درآمد و از شناخته‌شده‌ترین آثار عصر طلایی پورن به‌شمار می‌رود. با این فیلم عصر طلایی پورن را جشن گرفتند و این پدیده در فرهنگ آمریکا و سپس سایر کشورهای جهان بروز کرد. وارهول باور دارد این فیلم تأثیر بسیاری روی آخرین تانگو در پاریس، ساخته برناردو برتولوچی داشته‌ است. این فیلم که مارلون براندو در آن نقش‌آفرینی می‌کند چند سال پس از فیلم آبی ساخته شد. ویوا (هنرپیشه) و لوئیس والدون در این فیلم بازی می‌کنند.